# 福祿雙霸天
《福祿雙霸天》（英語：The Blues Brothers）是一部1980年的美國音樂喜劇片，由約翰·蘭迪斯執導，喜劇演員丹·艾克洛德及約翰·貝魯西等主演。電影內容改編自電視綜藝節目《週末夜現場》中的音樂鬧劇橋段，描述兩兄弟為組織藍調與美國黑人靈魂音樂樂團而到處奔波經費與找尋歌手成員的經歷。本片用了誇張的劇情與不少趣味鏡頭，並嘲諷美國納粹黨白人至上主義橫行及美國種族問題。
本片曾於2000年推出續集電影《新鬼馬兄弟》。

## 劇情簡介
布魯斯兄弟平日雖然不務正業，但是心地善良，兩人都是藍調音樂的熱愛者。一日，恩師瑪麗修女告訴他們，上帝派給他們一個任務：就是必須在短短數天中，籌到5000美金，挽救他們自小長大的孤兒院，免於被拍賣的命運！於是，兩兄弟臨時組團巡迴演出，希望藉此達成任務，卻惹來幾千名美國軍警、坦克大炮機車騎馬直昇機……通通出動，小題大作在吆喝追捕他們倆人。軍警不但從馬路追到摩天大樓頂，令到整座樓樓頂層佈滿美國軍警，最後更持幾百支長短槍，同心圓對著他們倆。
最後他們二人和樂隊成员全部入獄服刑。在獄中他們仍然享受演出。

## 外部連結
- 藍調兄弟官方網站
- 互联网电影数据库（IMDb）上《福祿雙霸天》的资料（英文）
  - 互联网电影数据库（IMDb）上《福祿雙霸天製作花絮》的资料（英文）
- AllMovie上《福祿雙霸天》的资料（英文）
- Box Office Mojo上《福祿雙霸天》的資料（英文）
- 爛番茄上《福祿雙霸天》的資料（英文）